# Ludzie w bieli
Ludzie w bieli – amerykański melodramat z 1934 roku w reżyserii Ryszarda Bolesławskiego.

## Treść
Pełen ideałów lekarz musi wybierać między swoją profesją a wybranką serca.

## Obsada
- Clark Gable - dr. George Ferguson
- Myrna Loy - Laura Hudson
- Jean Hersholt - dr. Hochberg
- Elizabeth Allan - Barbara Denham
- Otto Kruger - dr. Levine
- C. Henry Gordon - dr. Cunningham
- Russell Hardie - dr. Michaelson
- Wallace Ford - Shorty
- Henry B. Walthall - dr. McCabe
- Russell Hopton - dr. Pete Bradley
- Samuel S. Hinds - dr. Gordon
- Frank Puglia - dr. Vitale
- Leo Chalzel - dr. Wren
- Don Douglas - Mac
- Berton Churchill - John Hudson (niewymieniony w czołówce)
- Ann Gillis - kwiaciarka (niewymieniona w czołówce)